# NEOMA Business School
NEOMA Business School o NEOMA BS è una business school fondata a Parigi nel 2013. La scuola è sviluppata tre a sei campus europei: Rouen, Reims e Parigi. Rientra nel 5% delle business school con triplo accreditamento AACSB, EQUIS e AMBA.

## Laureati famosi
- Wilfried Guerrand, Direttore generale Hermès
- Shi Weillang, CEO Huawei Francia